# Університет Акурейрі

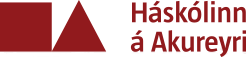
Логотип університету

Університет Акурейрі (ісл. Háskólinn á Akureyri) – заснований у 1987 році у місті Акурейрі, Ісландія. Першим ректором університету був Haraldur Bessason.

### Факультети:
- Гуманітарних наук;
- Навчання;
- Права;
- Ерготерапії;
- Сестринської справи;
- Природничих ресурсів;
- Бізнес-адміністрування.